# Kenneth Geddes Wilson
Kenneth Geddes Wilson (Waltham, EUA, 8 de juny de 1936 - Saco, EUA, 15 de juny de 2013) fou un físic i professor universitari estatunidenc guardonat amb el Premi Nobel de Física l'any 1982.

## Biografia
Va néixer el 8 de juny de 1936 a la ciutat de Waltham, situada a l'estat nord-americà de Massachusetts. El 1952, ingressà a la Universitat Harvard per estudiar física, i aconseguí el doctorat l'any 1961 a l'Institut Tecnològic de Califòrnia (Caltech) sota la supervisió de Murray Gell-Mann. El 1963, fou nomenat membre del Departament de Física de la Universitat Cornell, i el 1970 fou nomenat professor titular. Morí el 15 de juny de 2013 a Saco (Maine).

## Recerca científica
Interessat en el canvi d'estat de la matèria i els seus efectes en les molècules, el 1982 fou guardonat amb el Premi Nobel de Física pel desenvolupament de la teoria de fenòmens crítics amb el canvi d'estat.
Exponent cabdal de la física teòrica, s'interessà per la teoria quàntica de camps desenvolupant la teoria del grup de renormalització.